# International Journal of Quantum Chemistry
International Journal of Quantum Chemistry（略称 IJQC または Int. J. Quant. Chem.）は「化学、物理学と分子生物学における理論と計算」と定義される量子化学に関する実証研究や査読された論文を扱う国際的な査読付き学術雑誌である。インパクトファクターは2014年時点で1.432である。
1967年にペル＝オロフ・レフディンによって創刊された。
また、この雑誌からはサニベル・シンポジウムや他の会議、シンポジウムで提起された最近の問題に関する論文で構成された特別な別冊も出版されている。